# 국대는 국대다
《국대는 국대다》는 대한민국의 MBN에 방송 중인 텔레비전 예능 프로그램이다.

## 기획 의도
과거 스포츠 레전드였으나 현재는 은퇴한 선수가 다시 훈련하여 현역 선수와 대결하는 스포츠 예능이다.

## 방송 일정
| 방송 채널 | 방송 기간                        | 방송 시간                      | 비고 |
| --------- | -------------------------------- | ------------------------------ | ---- |
| MBN       | 2022년 2월 5일 ~ 2022년 3월 12일 | 매주 토요일 밤 9시 30분 ~ 11시 |      |
| MBN       | 2022년 4월 23일 ~ 2022년 7월 9일 | 매주 토요일 밤 9시 30분 ~ 11시 |      |

## 출연진
- 전현무
- 배성재
- 홍현희
- 김동현
- 김민아

## 에피소드 목록
| 회차 | 방송 일자 | 종목     | 레전드         | 국가대표       | 비고 |
| ---- | --------- | -------- | -------------- | -------------- | ---- |
| 1회  | 2월 5일   | 탁구     | 현정화         | 서효원         |      |
| 2회  | 2월 12일  | 탁구     | 현정화         | 서효원         |      |
| 3회  | 2월 19일  | 씨름     | 이만기         | 허선행         |      |
| 4회  | 2월 26일  | 씨름     | 이만기         | 허선행         |      |
| 5회  | 3월 5일   | 펜싱     | 남현희, 서미정 | 이혜선, 정길옥 |      |
| 6회  | 3월 12일  | 펜싱     | 남현희, 서미정 | 이혜선, 정길옥 |      |
| 7회  | 4월 23일  | 복싱     | 박종팔         | 신종훈, 최상돈 |      |
| 8회  | 4월 30일  | 복싱     | 박종팔         | 신종훈, 최상돈 |      |
| 9회  | 5월 7일   | 레슬링   | 심권호         | 정지헌         |      |
| 10회 | 5월 14일  | 레슬링   | 심권호         | 정지헌         |      |
| 11회 | 5월 21일  | 태권도   | 문대성         | 박우혁         |      |
| 12회 | 5월 28일  | 태권도   | 문대성         | 박우혁         |      |
| 13회 | 6월 4일   | 유도     | 이원희         | 이은결         |      |
| 14회 | 6월 11일  | 유도     | 이원희         | 이은결         |      |
| 15회 | 6월 18일  | 배드민턴 | 하태권         | 이용대         |      |
| 16회 | 6월 25일  | 배드민턴 | 하태권         | 이용대         |      |
| 17회 | 7월 2일   | 탁구     | 김택수         | 유승민         |      |
| 18회 | 7월 9일   | 탁구     | 김택수         | 유승민         |      |

## 결방 및 편성 변경
2022년
- 3월 19일 ~ 4월 16일 : 방송 재정비 관계로 결방.

## 시청률

### 2022년
| 회차 | 방송일   | AGB 시청률 |
| ---- | -------- | ---------- |
| 1회  | 2월 5일  | 3.2%       |
| 2회  | 2월 12일 | 5.5%       |
| 3회  | 2월 19일 | 4.7%       |
| 4회  | 2월 26일 | 5.8%       |
| 5회  | 3월 5일  | 1.6%       |
| 6회  | 3월 12일 | 1.4%       |
| 7회  | 4월 23일 | 2.1%       |
| 8회  | 4월 30일 | 2.9%       |
| 9회  | 5월 7일  | 2.3%       |
| 10회 | 5월 14일 | 3.0%       |
| 11회 | 5월 21일 | 1.6%       |
| 12회 | 5월 28일 | 1.9%       |
| 13회 | 6월 4일  | 2.2%       |
| 14회 | 6월 11일 | 2.7%       |
| 15회 | 6월 18일 | 1.8%       |
| 16회 | 6월 25일 | 2.3%       |
| 17회 | 7월 2일  | 2.7%       |
| 18회 | 7월 9일  | 2.8%       |

## 참고 사항
- 시청률 3~5%를 인기를 누렀으며, 절반을 떨어졌다.